# Евника (Боспор)
Евника (на старогръцки: Eὐνείκη, Eunice; † сл. 69) е съпруга на Котис I и става римска клиент-царица, сърегентка на Боспорското царство от 45/46 до 68/69 г.

## Произход и управление
Тя е гръцка благородничка. Омъжва се за боспорския цар Тиберий Юлий Котис I (45 – 63) по време на неговото управление. По майчина линия той е праправнук на римския триумвир Марк Антоний, а по бащина линия баба му Динамия е внучка на Митридат VI от Понт. Евника ражда син Тиберий Юлий Раскупорис I († 90).
Римският император Клавдий изпраща управителя на Мизия Авъл Дидий Гал, който сваля Тиберий Юлий Митридат от трона и през 45 г. дава властта на брат му Котис I и на съпругата му Евника. Митридат отива в изгнание. През 63 г. по неизвестни причини римският император Нерон сваля Котис I от трона и неговата съдба след това не е известна.
Боспорското царство е през 63 – 68 г. част от римската провинция Долна Мизия (Moesia Inferior). Римският император Галба поставя през 68 г. нейният син Раскупорис I за цар на Боспорското царство.